# ATP Challenger Rogaška Slatina
Der ATP Challenger Rogaška Slatina (offiziell: Rogaška Challenger) war ein Tennisturnier, das zwischen 1993 und 1995 in Rogaška Slatina, Slowenien, stattfand. Es gehörte zur ATP Challenger Tour und wurde in der Halle auf Teppich gespielt.

## Liste der Sieger

### Einzel
| Jahr | Sieger              | Finalgegner        | Ergebnis      |
| ---- | ------------------- | ------------------ | ------------- |
| 1995 | Alex Rădulescu      | Oleg Ogorodov      | 7:6, 6:7, 6:3 |
| 1994 | Frederik Fetterlein | Radomír Vašek      | 6:3, 6:4      |
| 1993 | Jewgeni Kafelnikow  | Hendrik Jan Davids | 7:6, 6:2      |

### Doppel
| Jahr | Sieger                         | Finalgegner                   | Ergebnis      |
| ---- | ------------------------------ | ----------------------------- | ------------- |
| 1995 | Mark Petchey Andrew Richardson | Patrick Baur Joost Winnink    | 6:7, 6:4, 6:4 |
| 1994 | Jan Kodeš Tomáš Anzari         | Barry Cowan Andrew Richardson | 6:4, 6:3      |
| 1993 | Gilad Bloom Fernon Wibier      | Karol Kučera Marián Vajda     | 6:3, 6:2      |